# (15504) 1999 RG33
1999 أر جي 33 (ويعرف أيضًا باسم (15504) 1999 أر جي 33 وفق تسمية الكوكب الصغير) (بالإنجليزية: 1999 RG33)‏ هو كويكب ضمن حزام الكويكبات؛ وترتيبه 15504 من حيث الاكتشاف.
اكتُشف هذا الجُرم الفلكي بواسطة ماسح السماء كاتالينا في 4 سبتمبر 1999.

## وصلات خارجية
- (15504) 1999 RG33 في قاعدة بيانات مختبر الدفع النفاث لأجرام النظام الشمسي الصغيرة

- الاكتشاف · مخطط المدار ·  العناصر المدارية · المعلمات المادية

- (15504) 1999 RG33 على موقع ويكي سكاي: DSS2, SDSS, GALEX, IRAS, Hydrogen α, X-Ray, Astrophoto, Sky Map, Articles and images